# Copa América 1993
Copa América 1993 bylo 36. mistrovství pořádané fotbalovou asociací CONMEBOL. Turnaje se zúčastnilo všech 10 členů CONMEBOL a navíc dva pozvané týmy ( Mexiko a  USA). Vítězem se stala Argentinská fotbalová reprezentace, která tak obhájila titul z minulého ročníku.

## Základní skupiny
| Vysvětlivky | Vysvětlivky                                                                                            |
| ----------- | --- |
|             | Vítězové skupin, týmy na druhých místech a dva nejlepší týmy ze třetích míst postoupily do čtvrtfinále |

### Skupina A
| Tým       | Z | V | R | P | VG | IG | +/- | B |
| --------- | - | - | - | - | -- | -- | --- | - |
| Ekvádor   | 3 | 3 | 0 | 0 | 10 | 2  | +8  | 6 |
| Uruguay   | 3 | 1 | 1 | 1 | 4  | 4  | 0   | 3 |
| Venezuela | 3 | 0 | 2 | 1 | 6  | 11 | −5  | 2 |
| USA       | 3 | 0 | 1 | 2 | 3  | 6  | −3  | 1 |

| 15. června 1993                                                      |     |              |                                                                                     |
| Ekvádor                                                              | 6:1 | Venezuela    | Estadio Olímpico Atahualpa, Quito diváci: 45 000 rozhodčí: Francisco Lamolina (ARG) |
| Muñoz 19' Noriega 32' Fernández 57', 81' E. Hurtado 65' Aguinaga 84' |     | Rolgetta 79' | Estadio Olímpico Atahualpa, Quito diváci: 45 000 rozhodčí: Francisco Lamolina (ARG) |

| 16. června 1993 |     |     |                                                                          |
| Uruguay         | 1:0 | USA | Estadio Bellavista, Ambato diváci: 25 000 rozhodčí: Alberto Tejada (PER) |
| Ostolaza 50'    |     |     | Estadio Bellavista, Ambato diváci: 25 000 rozhodčí: Alberto Tejada (PER) |

| 19. června 1993            |     |                        |                                                                      |
| Uruguay                    | 2:2 | Venezuela              | Estadio Bellavista, Ambato diváci: 15 000 rozhodčí: Pablo Peña (BOL) |
| Saralegui 23' Kanapkis 79' |     | Rolgetta 10' Rivas 72' | Estadio Bellavista, Ambato diváci: 15 000 rozhodčí: Pablo Peña (BOL) |

| 19. června 1993           |     |     |                                                                                |
| Ekvádor                   | 2:0 | USA | Estadio Olímpico Atahualpa, Quito diváci: 45 000 rozhodčí: Iván Guerrero (CHI) |
| Avilés 11' E. Hurtado 35' |     |     | Estadio Olímpico Atahualpa, Quito diváci: 45 000 rozhodčí: Iván Guerrero (CHI) |

| 22. června 1993                 |     |                                     |                                                                                 |
| Venezuela                       | 3:3 | USA                                 | Estadio Olímpico Atahualpa, Quito diváci: 45 000 rozhodčí: Alberto Tejada (PER) |
| Rolgetta 68', 80' Echenausi 89' |     | Henderson 20' Palas 37' Kinnear 51' | Estadio Olímpico Atahualpa, Quito diváci: 45 000 rozhodčí: Alberto Tejada (PER) |

| 22. června 1993         |     |              |                                                                                     |
| Ekvádor                 | 2:1 | Uruguay      | Estadio Olímpico Atahualpa, Quito diváci: 45 000 rozhodčí: Francisco Lamolina (ARG) |
| Avilés 28' Aguinaga 87' |     | Kanapkis 64' | Estadio Olímpico Atahualpa, Quito diváci: 45 000 rozhodčí: Francisco Lamolina (ARG) |

### Skupina B
| Tým      | Z | V | R | P | VG | IG | +/- | B |
| -------- | - | - | - | - | -- | -- | --- | - |
| Peru     | 3 | 1 | 2 | 0 | 2  | 1  | +1  | 4 |
| Brazílie | 3 | 1 | 1 | 1 | 5  | 3  | +2  | 3 |
| Paraguay | 3 | 1 | 1 | 1 | 2  | 4  | −2  | 3 |
| Chile    | 3 | 1 | 0 | 2 | 3  | 4  | −1  | 2 |

| 18. června 1993 |     |       |                                                                                      |
| Paraguay        | 1:0 | Chile | Estadio Alejandro Serrano Aguilar, Cuenca diváci: 20 000 rozhodčí: José Torres (COL) |
| Cabañas 6'      |     |       | Estadio Alejandro Serrano Aguilar, Cuenca diváci: 20 000 rozhodčí: José Torres (COL) |

| 18. června 1993 |     |      |                                                                                           |
| Brazílie        | 0:0 | Peru | Estadio Alejandro Serrano Aguilar, Cuenca diváci: 20 000 rozhodčí: Arturo Carter (Mexico) |
|                 |     |      | Estadio Alejandro Serrano Aguilar, Cuenca diváci: 20 000 rozhodčí: Arturo Carter (Mexico) |

| 21. června 1993 |     |               |                                                                                        |
| Paraguay        | 1:1 | Peru          | Estadio Alejandro Serrano Aguilar, Cuenca diváci: 20 000 rozhodčí: Angel Guevara (ECU) |
| Monzón 37'      |     | Rel Solar 77' | Estadio Alejandro Serrano Aguilar, Cuenca diváci: 20 000 rozhodčí: Angel Guevara (ECU) |

| 21. června 1993              |     |                         |                                                                                        |
| Chile                        | 3:2 | Brazílie                | Estadio Alejandro Serrano Aguilar, Cuenca diváci: 23 000 rozhodčí: Alfredo Rodas (ECU) |
| Sierra 15' Zambrano 51', 59' |     | Müller 36' Palhinha 55' | Estadio Alejandro Serrano Aguilar, Cuenca diváci: 23 000 rozhodčí: Alfredo Rodas (ECU) |

| 24. června 1993      |     |       |                                                                                      |
| Peru                 | 1:0 | Chile | Estadio Alejandro Serrano Aguilar, Cuenca diváci: 20 000 rozhodčí: José Torres (COL) |
| Rel Solar 14' (pen.) |     |       | Estadio Alejandro Serrano Aguilar, Cuenca diváci: 20 000 rozhodčí: José Torres (COL) |

| 24. června 1993               |     |          |                                                                                           |
| Brazílie                      | 3:0 | Paraguay | Estadio Alejandro Serrano Aguilar, Cuenca diváci: 20 000 rozhodčí: Arturo Carter (Mexico) |
| Palhinha 15', 72' Edmundo 62' |     |          | Estadio Alejandro Serrano Aguilar, Cuenca diváci: 20 000 rozhodčí: Arturo Carter (Mexico) |

### Skupina C
| Tým       | Z | V | R | P | VG | IG | +/- | B |
| --------- | - | - | - | - | -- | -- | --- | - |
| Kolumbie  | 3 | 1 | 2 | 0 | 4  | 3  | +1  | 4 |
| Argentina | 3 | 1 | 2 | 0 | 3  | 2  | +1  | 4 |
| Mexiko    | 3 | 0 | 2 | 1 | 2  | 3  | −1  | 2 |
| Bolívie   | 3 | 0 | 2 | 1 | 1  | 2  | −1  | 2 |

| 16. června 1993              |     |           |                                                                            |
| Kolumbie                     | 2:1 | Mexiko    | Estadio 9 de Mayo, Machala diváci: 20 000 rozhodčí: Jorge Nieves (Uruguay) |
| Valencia 35' Aristizábal 87' |     | Alves 57' | Estadio 9 de Mayo, Machala diváci: 20 000 rozhodčí: Jorge Nieves (Uruguay) |

| 17. června 1993 |     |         |                                                                                           |
| Argentina       | 1:0 | Bolívie | Estadio George Capwell, Guayaquil diváci: 16 000 rozhodčí: Arturo Angeles (United States) |
| Batistuta 53'   |     |         | Estadio George Capwell, Guayaquil diváci: 16 000 rozhodčí: Arturo Angeles (United States) |

| 20. června 1993 |     |            |                                                                               |
| Argentina       | 1:1 | Mexiko     | Estadio George Capwell, Guayaquil diváci: 16 000 rozhodčí: Juan Escobar (PAR) |
| Ruggeri 28'     |     | Patiño 14' | Estadio George Capwell, Guayaquil diváci: 16 000 rozhodčí: Juan Escobar (PAR) |

| 20. června 1993     |     |                |                                                                          |
| Kolumbie            | 1:1 | Bolívie        | Estadio 9 de Mayo, Machala diváci: 11 000 rozhodčí: Márcio Rezende (BRA) |
| Maturana 18' (pen.) |     | Etcheverry 14' | Estadio 9 de Mayo, Machala diváci: 11 000 rozhodčí: Márcio Rezende (BRA) |

| 23. června 1993 |     |         |                                                                                       |
| Mexiko          | 0:0 | Bolívie | Estadio Reales Tamarindos, Portoviejo diváci: 20 000 rozhodčí: Jorge Nieves (Uruguay) |
|                 |     |         | Estadio Reales Tamarindos, Portoviejo diváci: 20 000 rozhodčí: Jorge Nieves (Uruguay) |

| 23. června 1993 |     |           |                                                                                 |
| Argentina       | 1:1 | Kolumbie  | Estadio George Capwell, Guayaquil diváci: 45 000 rozhodčí: Márcio Rezende (BRA) |
| Simeone 2'      |     | Rincón 5' | Estadio George Capwell, Guayaquil diváci: 45 000 rozhodčí: Márcio Rezende (BRA) |

### Žebříček týmů na třetích místech
Dva nejlepší týmy ze třetích míst postoupily také do čtvrtfinále.
| Sk. | Tým       | Z | V | R | P | VG | IG | +/- | B |
| --- | --------- | - | - | - | - | -- | -- | --- | - |
| B   | Paraguay  | 3 | 1 | 1 | 1 | 2  | 4  | −2  | 3 |
| C   | Mexiko    | 3 | 0 | 2 | 1 | 2  | 3  | −1  | 2 |
| A   | Venezuela | 3 | 0 | 2 | 1 | 6  | 11 | −5  | 2 |

## Play off

### Čtvrtfinále
| 26. června 1993                             |     |          |                                                                                 |
| Ekvádor                                     | 3:0 | Paraguay | Estadio Olímpico Atahualpa, Quito diváci: 45 000 rozhodčí: Márcio Rezende (BRA) |
| E. Hurtado 33' Ramírez 43' (vl.) Avilés 81' |     |          | Estadio Olímpico Atahualpa, Quito diváci: 45 000 rozhodčí: Márcio Rezende (BRA) |

| 26. června 1993 |     |               |                                                                          |
| Kolumbie        | 1:1 | Uruguay       | Estadio Monumental, Guayaquil diváci: 10 000 rozhodčí: Juan Escobar(PAR) |
| Perea 88'       |     | Saralegui 63' | Estadio Monumental, Guayaquil diváci: 10 000 rozhodčí: Juan Escobar(PAR) |

|                                               |     | Penaltový rozstřel             |  |
| Asprilla Mendoza Valderrama V. Pérez Valencia | 5:3 | Peletti Saralegui Moas Siboldi |  |

| 27. června 1993 |     |            |                                                                             |
| Argentina       | 1:1 | Brazílie   | Estadio Monumental, Guayaquil diváci: 25 000 rozhodčí: Alberto Tejada (PER) |
| Rodríguez 69'   |     | Müller 37' | Estadio Monumental, Guayaquil diváci: 25 000 rozhodčí: Alberto Tejada (PER) |

|                                                        |     | Penaltový rozstřel                                  |  |
| Gorosito Simeone Rodríguez Acosta Medina Bello Borelli | 6:5 | Zinho Cafu Müller Roberto Carlos Puisinho Boiadeiro |  |

| 27. června 1993                                  |     |                                  |                                                                                |
| Mexiko                                           | 4:2 | Peru                             | Estadio Olímpico Atahualpa, Quito diváci: 35 000 rozhodčí: Iván Guerrero (CHI) |
| García Aspe 22' (pen.), 44' Alves 43' Patiño 49' |     | Rel Solar 55' (pen.) Reynoso 82' | Estadio Olímpico Atahualpa, Quito diváci: 35 000 rozhodčí: Iván Guerrero (CHI) |

### Semifinále
| 30. června 1993            |     |         |                                                                                 |
| Mexiko                     | 2:0 | Ekvádor | Estadio Olímpico Atahualpa, Quito diváci: 45 000 rozhodčí: Alberto Tejada (PER) |
| Sánchez 23' R. Ramírez 54' |     |         | Estadio Olímpico Atahualpa, Quito diváci: 45 000 rozhodčí: Alberto Tejada (PER) |

| 1. července 1993 |     |          |                                                                               |
| Argentina        | 0:0 | Kolumbie | Estadio Monumental, Guayaquil diváci: 15 000 rozhodčí: Jorge Nieves (Uruguay) |
|                  |     |          | Estadio Monumental, Guayaquil diváci: 15 000 rozhodčí: Jorge Nieves (Uruguay) |

|                                                     |     | Penaltový rozstřel                                      |  |
| Gorosito Batistuta Simeone Rodríguez Acosta Borelli | 6:5 | Rincón Asprilla Mendoza V. Pérez Valderrama Aristizábal |  |

### O 3. místo
| 3. července 1993 |     |         |                                                                                      |
| Kolumbie         | 1:0 | Ekvádor | Estadio Reales Tamarindos, Portoviejo diváci: 18 000 rozhodčí: Alvaro Arboleda (VEN) |
| Valencia 86'     |     |         | Estadio Reales Tamarindos, Portoviejo diváci: 18 000 rozhodčí: Alvaro Arboleda (VEN) |

### Finále
| 4. července 1993   |     |             |                                                                             |
| Argentina          | 2:1 | Mexiko      | Estadio Monumental, Guayaquil diváci: 40 000 rozhodčí: Márcio Rezende (BRA) |
| Batistuta 63', 74' |     | Galindo 67' | Estadio Monumental, Guayaquil diváci: 40 000 rozhodčí: Márcio Rezende (BRA) |